# João Nascimento Godoi
João Nascimento Godoi foi um político brasileiro do estado de Minas Gerais. Foi deputado estadual em Minas Gerais pelo PDC, eleito para o mandato de 1947 a 1951. Entretanto perdeu seu mandato e foi substituído pelo Dep. Jason Soares de Albergaria a partir de 19/5/1947.

João Godoi, filho do coronel Belchior de Godoy, foi o primeiro representante da cidade de Araguari na Assembleia Legislativa do Estado de Minas Gerais. João Godoi foi Promotor de Justiça em Araguari. Foi professor e fundador da Escola de Direito de Uberlândia. Em 1998, sua residência, localizada no município de Araguari foi tombada pelo Patrimônio Histórico Municipal, pelo Decreto nº 013 de 03 de abril de 1998.